# Norma Fontenla

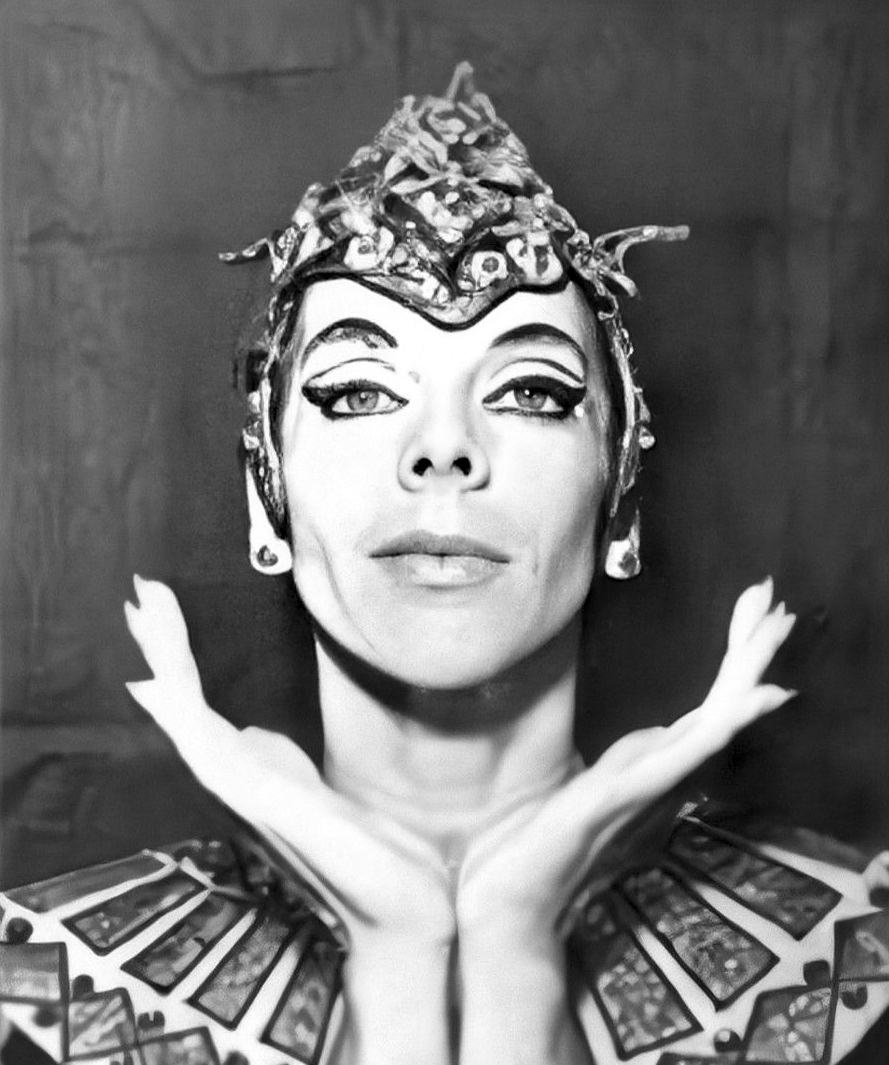
Norma Fontenla

Norma Fontenla (28 tháng 6 năm 1930 - 10 tháng 10 năm 1971) là một nữ diễn viên ba lê người Argentina.

## Cuộc sống và công việc
Fontenla sinh năm 1930, và khi còn là một đứa trẻ, bắt đầu theo học Nhạc viện Quốc gia về Âm nhạc và Nghệ thuật danh lam thắng cảnh ở Buenos Aires. Cô sau đó được nhận vào trường múa của Nhà hát Colón, nhà hát opera hàng đầu của quốc gia. Fontenla là một phần của công ty múa ba lê của nhà hát opera và cuối cùng được xếp vị trí ballerina prima của nhà hát.
Cô đã tham gia vở ballet Rio de Janeiro vào đầu những năm 1960 và cùng họ thực hiện những chuyến lưu diễn châu Âu đầu tiên. Quay trở lại Buenos Aires, cô đã dẫn dắt Nhà hát Ba lê Colón trong các tác phẩm như Frédéric Chopin Les Sylphides, Adolphe Adam's Giselle, Léo Delibes 'Coppelia và vai Odette trong Hồ thiên nga của Peter Tchaikovsky. Buổi biểu diễn năm 1967 của cô trong Giselle cũng đáng chú ý vì sự hợp tác của cô với Margot Fonteyn và Rudolph Nureyev.
Fontenla đã biểu diễn ở Paris vào năm 1968 và tại Santiago, Chile vào năm 1969, nơi cô đã mở màn mùa ba lê của Nhà hát Thành phố năm đó. Cô đã tổ chức một chuyến tham quan các nhà hát opera ở vùng nội địa Argentina vào năm 1970 và được mời làm đạo diễn cho công ty múa ba lê ở La Scala nổi tiếng của Milan. Sự hợp tác trước đây của cô với Nureyev đã mang lại hợp đồng cho Nhà hát Colón khi anh chọn địa điểm đó để biểu diễn The Nutcracker cho mùa phim năm 1971 của Tchaikovsky. Thành công của chương trình được tiếp nối bởi một loạt các màn trình diễn của Nureyev cho truyền hình Argentina, cùng với Fontenla và nữ diễn viên ba lê hàng đầu, Jose Neglia.
Fontenla, Neglia và bảy thành viên khác của công ty múa ba lê đã lên chuyến bay tại sân bay Jorge Newbery vào ngày 10 tháng 10 năm 1971, trên đường đến Trelew, một thành phố ở Patagonia nơi họ dự định biểu diễn. Tuy nhiên, ngay sau khi cất cánh, chiếc máy bay hai động cơ đã bị trục trặc, lao mũi vào Río de la Plata và giết chết tất cả hành khách trên máy bay. Hài cốt của họ nằm ở bang Colón, và vào ngày kỷ niệm đầu tiên của thảm kịch, một tượng đài để vinh danh họ đã được khánh thành trên Lavalle Plaza (trong khoảng cách vài bước tới nhà hát opera).